# 7313 Pisano
A 7313 Pisano (ideiglenes jelöléssel 6207 P-L) a Naprendszer kisbolygóövében található aszteroida. Cornelis Johannes van Houten,  Ingrid van Houten-Groeneveld és Tom Gehrels fedezték fel 1960. szeptember 24-én.